# Distretto di Trenčín
Il distretto di Trenčín (in slovacco: okres Trenčín) è uno dei distretti della Slovacchia occidentale, nella regione di Trenčín.
Fino al 1918, il distretto ha fatto parte della contea ungherese di Trencsén.

## Geografia antropica
Il distretto è composto da 3 città e 34 comuni:

### Città
- Nemšová
- Trenčianske Teplice
- Trenčín

### Comuni
- Adamovské Kochanovce
- Bobot
- Chocholná-Velčice
- Dolná Poruba
- Dolná Súča
- Drietoma
- Dubodiel
- Horná Súča
- Horné Srnie
- Horňany
- Hrabovka
- Ivanovce

- Kostolná-Záriečie
- Krivosúd-Bodovka
- Melčice-Lieskové
- Mníchova Lehota
- Motešice
- Neporadza
- Omšenie
- Opatovce
- Petrova Lehota
- Selec
- Skalka nad Váhom

- Soblahov
- Svinná
- Štvrtok
- Trenčianska Teplá
- Trenčianska Turná
- Trenčianske Jastrabie
- Trenčianske Mitice
- Trenčianske Stankovce
- Veľká Hradná
- Veľké Bierovce
- Zamarovce